# Dương Cung Như
Dương Cung Như (sinh ngày 7 tháng 1 năm 1974) là nữ diễn viên, doanh nhân Hồng Kông, Hoa hậu châu Á năm 1995 do đài ATV tổ chức.

## Tiểu sử
Dương Cung Như sinh ra tại Thượng Hải, Trung Quốc trong gia đình có bố là người Trung Quốc còn mẹ là Jenny Lưu, mang hai dòng máu Trung-Mỹ. Bà Lưu chưa từng gặp mặt cha đẻ và chỉ biết ông là một người lính Mỹ. Mẹ bà có giữ lại một bức ảnh người cha nhưng đã bị thiêu rụi trong chiến tranh. Bà Jenny Lưu từng được mời tham gia diễn xuất trong phim điện ảnh Thượng Hải 1976 vào năm 2008 lấy cảm hứng từ những số phận con lai trong thời kỳ Cách mạng văn hóa.
Ký ức thời thơ ấu của Dương Cung Như là cha cô rất gia trưởng nên đã rời bỏ mẹ cô. Từ đó cô lớn lên trong gia đình đơn thân. Năm 1985, cô theo mẹ di cư sang Toronto, Canada. Em trai cùng mẹ khác cha của cô được sinh ra tại Canada nhưng do sự lừa dối của cha dượng mà mẹ cô lại ly hôn.
Tại Canada, Dương Cung Như theo học trường trung học Rosedale Heights School of the Arts và tốt nghiệp Đại học York năm 1993. Mùa hè năm 1995, trong chuyến du lịch đến Hồng Kông, cô đã tham gia cuộc thi sắc đẹp Hoa hậu châu Á do đài ATV tổ chức và đăng quang Hoa hậu châu Á năm 1995.

## Sự nghiệp

### Phim điện ảnh
| Năm  | Tên                                                   | Vai diễn                       | Ghi chú                                                      |
| ---- | ----------------------------------------------------- | ------------------------------ | ------------------------------------------------------------ |
| 1996 | Comrades, Almost a Love Story 甜蜜蜜 Điềm mật mật     | Fong Siu-ting Phương Tiểu Đinh | Nominated – Hong Kong Film Award for Best New Performer      |
| 1997 | A Queer Story 基佬四十                                | Gigi                           | cameo                                                        |
| 1997 | Love Cruise 超級無敵追女仔2狗仔雄心                   | Jelly                          |                                                              |
| 1998 | The Lucky Guy 行運一條龍                              | Fanny                          |                                                              |
| 1998 | Portland Street Blues 古惑仔情義篇之洪興十三妹        | Yun                            | Nominated – Hong Kong Film Award for Best Supporting Actress |
| 1998 | Young and Dangerous: The Prequel 新古惑仔之少年激鬥篇 | Yung                           | cameo                                                        |
| 1998 | The Storm Riders 風雲之雄霸天下                       | Charity                        | alternative title The Stormriders                            |
| 1999 | A Man Called Hero 中華英雄                            | Jade                           |                                                              |
| 1999 | The Rules of the Game 新家法                          | Ann                            |                                                              |
| 1999 | My Loving Trouble 7 我愛777                           | Dora Yeung                     | cameo                                                        |
| 2000 | I.Q. Dudettes 辣椒教室                                | Miss Lam                       |                                                              |
| 2000 | The Duel 決戰紫禁之巔                                 | Ye Ziqing                      |                                                              |
| 2000 | Sexy and Dangerous 2 古惑女2                          | Pepper                         |                                                              |
| 2000 | Those Were the Days 友情歲月之山雞故事                | Cheung May-yun                 | cameo                                                        |
| 2000 | Healing Hearts 俠骨仁心                               | Helen                          | guest star                                                   |
| 2000 | For Bad Boys Only BAD BOY特工                         | Queen Chan                     | alternative title For Badboys Only                           |
| 2001 | Fall For You 喜歡你                                   | Yi                             |                                                              |
| 2001 | Everyday is Valentine 情迷大話王                      | Mona                           |                                                              |
| 2001 | City of Desire 洪興十三妹之慾望之城                   | Kindergarten teacher           | cameo                                                        |
| 2001 | The Avenging Fist 拳神                                | Belle                          |                                                              |
| 2002 | Woman From Mars 當男人變成女人                        | Kristy                         | cameo                                                        |
| 2003 | I Want to Get Married 嫁給有錢人2之我要結婚           | May Chan / Linda               | alternative title I Wanna Get Married                        |
| 2003 | Fate Fighter 賭俠之人定勝天                           | Fa                             |                                                              |
| 2003 | City of SARS 非典人生                                 | Viola Lam                      |                                                              |
| 2004 | Zhuanshi Miqing 鑽石迷情                              | Lin Feng                       |                                                              |
| 2004 | The Love Winner 戀愛大贏家                            | Susan Chan                     | alternative title I Love How You Love Me                     |
| 2004 | A Marvelous Detective 妙探神威                        | Wai-ling                       |                                                              |
| 2005 | Gesheng Miying 歌聲迷影                               | Xiao Lele                      | alternative title Dieying Shaji (疊影殺機)                   |
| 2005 | PTU File - Death Trap PTU女警                         | Yeung Fong-fong                |                                                              |
| 2006 | The Dream of My Family 親親一家人                     | Ms. Mok                        | guest star                                                   |
| 2006 | Magic and Me 魅影迷情                                 | Xiao Lewen                     |                                                              |
| 2007 | Qing Ping Guo 青蘋果                                  | Shen Lewen                     |                                                              |
| 2007 | Ming Ming 明明                                        | Zhang Yu                       | cameo                                                        |
| 2007 | Blessed Destiny 緣來是愛                              | Li Rong                        |                                                              |
| 2010 | Bruce Lee, My Brother 李小龍                          | Meiqi                          |                                                              |
| 2011 | Under the Influence 戒酒不戒酒                        |                                |                                                              |
| 2011 | Where are You From? 你是哪裡人                        | Lei                            |                                                              |
| 2013 | Mortician                                             |                                |                                                              |
| 2013 | Kidnapping of a Big Star                              |                                |                                                              |
| 2013 | Flash Play                                            |                                |                                                              |
| 2013 | Sweet Summer Love                                     |                                |                                                              |
| 2015 | Be Together' 我只要我们在一起                         |                                |                                                              |
| TBA  | Yingxiong Meiren 英雄美人                             | Consort Yu                     |                                                              |

### Phim truyền hình
| Năm  | Tên                                                              | Vai diễn                     | Trình chiếu | Ghi chú                                        |
| ---- | ---------------------------------------------------------------- | ---------------------------- | ----------- | ---------------------------------------------- |
| 1996 | King of Gamblers 千王之王之重出江湖                              | Ha Suet-yee                  | ATV         |                                                |
| 1996 | Vampire Expert II 殭屍道長2之燈蛾撲火                            | Yu Ying-ying                 | ATV         |                                                |
| 1996 | The Swordsman (Giang hồ nhất kiếm) 劍嘯江湖                      | Tiểu Liên                    | ATV         |                                                |
| 1997 | Coincidentally 等着你回来                                        | Cheung Lai-kwan              | ATV         |                                                |
| 1997 | The Snow is Red (Tuyết hoa thần kiếm) 雪花神劍                   | Mai Giáng Tuyết              | ATV         |                                                |
| 1997 | The Pride of Chao Zhou 我來自潮州                                | Kong Sin-yu                  | ATV         |                                                |
| 1997 | Interpol 國際刑警1997                                            |                              | ATV         |                                                |
| 1997 | The Year of Chameleon 97变色龙                                   | Yeung Ling-ling              | ATV         |                                                |
| 1997 | 屋企有個肥大佬                                                   | Christy                      | ATV         | guest star                                     |
| 1998 | My Date with a Vampire 我和殭屍有個約會                          | Wong Jan-jan / Yamamoto Yuki | ATV         |                                                |
| 1999 | Flaming Brothers 縱橫四海                                        | Lo Suet                      | ATV         |                                                |
| 1999 | The Blessed Family 情牽日月星                                    | Le Jing                      |             | alternative title The Sun, Moon and Star       |
| 2000 | My Date with a Vampire II 我和殭屍有個約會2                      | Wong Jan-jan / Yamamoto Yuki | ATV         |                                                |
| 2000 | Zijing Xunzhang 紫荊勛章                                         | Feng Jiahui                  |             |                                                |
| 2001 | Master Swordsman Lu Xiaofeng 陸小鳳之決戰前後                    | Sha Man (Xa Mạn)             | TCS         |                                                |
| 2001 | Healing Hearts 俠骨仁心                                          | Sin Wai-nam (Helen)          | ATV         |                                                |
| 2001 | To Where He Belongs 縱橫天下                                     | Ko Hok-yau                   | ATV         |                                                |
| 2001 | Bí Mật Hổ Phách Quan Âm 新楚留香                                 | Tiết Khả Nhân                | TVB / CTS   |                                                |
| 2002 | Drunken Hero 大醉俠                                              | Bạch Ngọc Đồng (Kim Yến Tử)  |             |                                                |
| 2002 | The Monkey King: Quest for the Sutra 齊天大聖孫悟空              | Bạch Cốt Tinh                | TVB         |                                                |
| 2002 | Feel 100% 百分百感覺                                             | Kristy                       |             | guest star                                     |
| 2002 | Yiqie Cong Jiehun Kaishi 一切從結婚開始                          | Yang Xi                      |             |                                                |
| 2002 | Heisha Zhiwo Xin Busi 黑煞之我心不死                             | Zhang Hailan                 |             |                                                |
| 2003 | The Story of Han Dynasty 楚漢風流                                | Ngu Cơ                       | CCTV        | alternative title The Stories of Han Dynasty   |
| 2003 | Yiqi Hecai 一起喝彩                                              | Kimmy                        |             | guest star                                     |
| 2003 | Phượng Lâm Các 鳳臨閣                                            | Li Fengjie                   |             |                                                |
| 2003 | Wode Xiongdi Jiemei 我的兄弟姐妹                                 | Qi Sitian                    |             |                                                |
| 2004 | Xiaoyao Shenxian Luo Fanchen ̣Mối tình truyền kiếp 逍遥神仙落凡尘 | Mễ Gia / Dương Chì cung nữ   |             |                                                |
| 2004 | Fengchui Yundong Xing Budong 風吹雲動星不動                      | Niu Fangli                   |             |                                                |
| 2004 | Ai Yu Meng Feixiang 愛與夢飛翔                                   | Lin                          |             | guest star                                     |
| 2005 | Ruguo Yueliang You Yanjing 如果月亮有眼睛                        | Sun Huaizhen                 |             |                                                |
| 2006 | A Beautiful New World 美麗新天地                                 | Sam Lok-man                  |             | alternative title Love to be Found in New Here |
| 2006 | Phoenix from the Ashes 浴火鳳凰                                  | Li Wuxia                     | GZTV / ATV  |                                                |
| 2006 | Baoyu Lihua 暴雨犁花                                             | Nie Bing                     |             |                                                |
| 2007 | Modern Beauty 男才女貌之现代美女                                 | Lin Ziqi                     |             | alternative title Modern Lady                  |
| 2007 | Xin Tianxian Pei 新天仙配                                        | Third Fairy                  | CCTV        | guest star                                     |
| 2007 | Dushi Niwota 都市你我他                                          |                              |             | guest star                                     |
| 2007 | Dingjia Younü Xiyangyang 丁家有女喜洋洋                          | Ding Yu                      |             |                                                |
| 2007 | Da'an Zu 大案組                                                  | Zhang Ye                     |             |                                                |
| 2008 | Xialü Tan'an 俠侶探案                                            | Liu Wan'er                   |             | appeared in episode 8 only                     |
| 2008 | Hushan Xing 虎山行                                               | Ouyang Xue                   |             |                                                |
| 2009 | Shanjian Lingxiang Mabang Lai 山間鈴響馬幫來                     | Chen Zhu                     |             |                                                |
| 2009 | Shenmi Nüdie 神秘女諜                                            | Liu Yefei                    |             |                                                |
| 2010 | Song of Spring and Autumn 春秋祭                                 | Li Ji                        |             |                                                |